# Leokonvikt
Das Collegium Leoninum – Erzbischöfliches Theologenkonvikt Paderborn, kurz: Leokonvikt oder auch Leo, war das Theologenkonvikt der Erzdiözese Paderborn in Paderborn. Es lag in der Leostraße 21 in Paderborn und bestand von 1895 bis 2019.  Per Dekret des Erzbischofs von Paderborn wurde der Rechtsträger „Theologenkonvikt zu Paderborn“ zum 31. Dezember 2019 aufgelöst und dem Erzbischöflichen Priesterseminar zugeordnet.

## Geschichte
Die ersten Überlegungen, für die Theologiestudenten des Bistums Paderborn ein Konvikt einzurichten, gehen zurück in die 1830er-Jahre. Die Studenten wohnten damals im Erweiterungsbau des Seminars (die heutige Theologische Fakultät) und von 1860 bis 1895 in der Heiersburg in Paderborn, damals gegründet von Konrad Martin (Bischof von Paderborn 1856–1879). Das Leokonvikt wurde am 1. Mai 1895 durch Bischof Hubert Theophil Simar eingeweiht. Seitdem war es das Theologenkonvikt im Erzbistum Paderborn. Namensgeber ist der damals amtierende Papst Leo XIII. Anlässlich des 50-jährigen Bischofsjubiläums des Papstes Leo XIII. wurde das Konvikt nach ihm benannt: Collegium Leoninum, Leo-Konvikt. Bischof Simar stellte das Konvikt unter den Schutz der Heiligen Sturmius, Hathumar, Badurad, Liborius, Meinwerk und Meinolphus, aber vor allem der Gottesmutter „Sedes sapientiae (Patrozinium 8. Dezember)“.
Zum Studienjahr 2010/2011 ging zum ersten Mal ein Propädeutikum dem Studium voraus.
Nach großen Renovierungen und Umbauten zog die Priesterausbildung des Erzbistums vollständig in das Priesterseminar des Erzbistums um. Das Konvikt wird nun als Standort für Büros diverser diözesaner Einrichtungen genutzt.

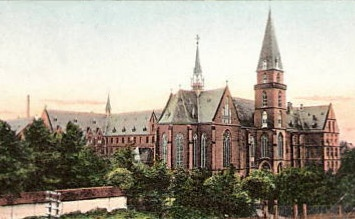
Leokonvikt 1906
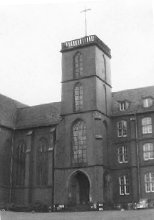
Leokonvikt 1967
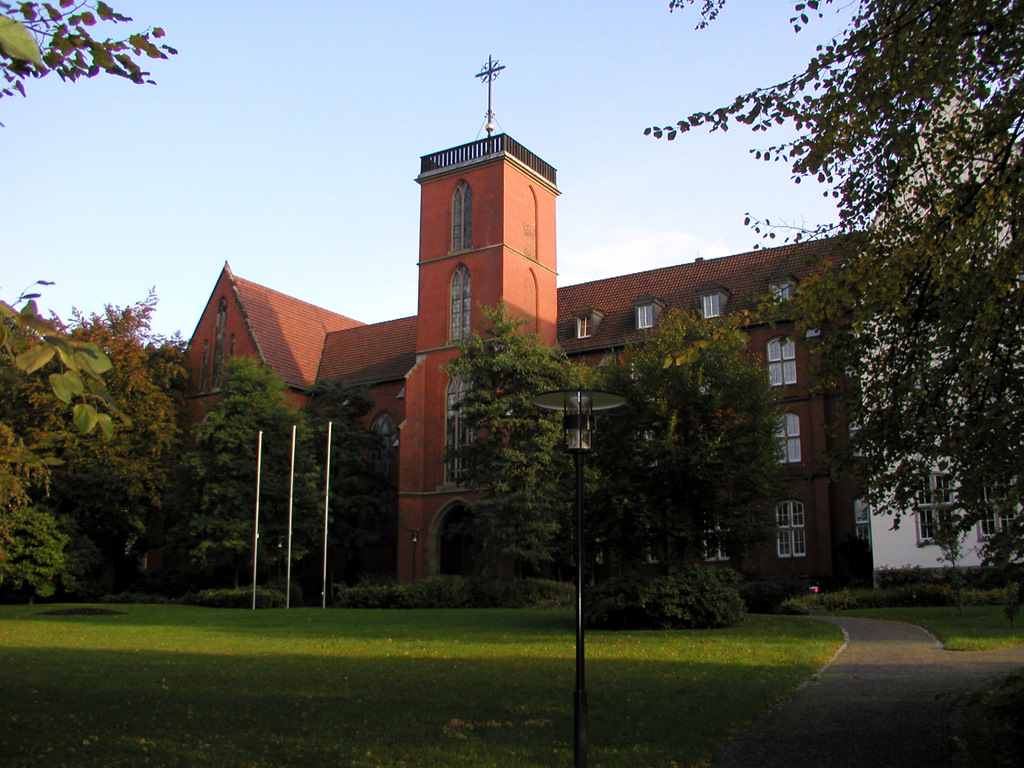
Leokonvikt 2002
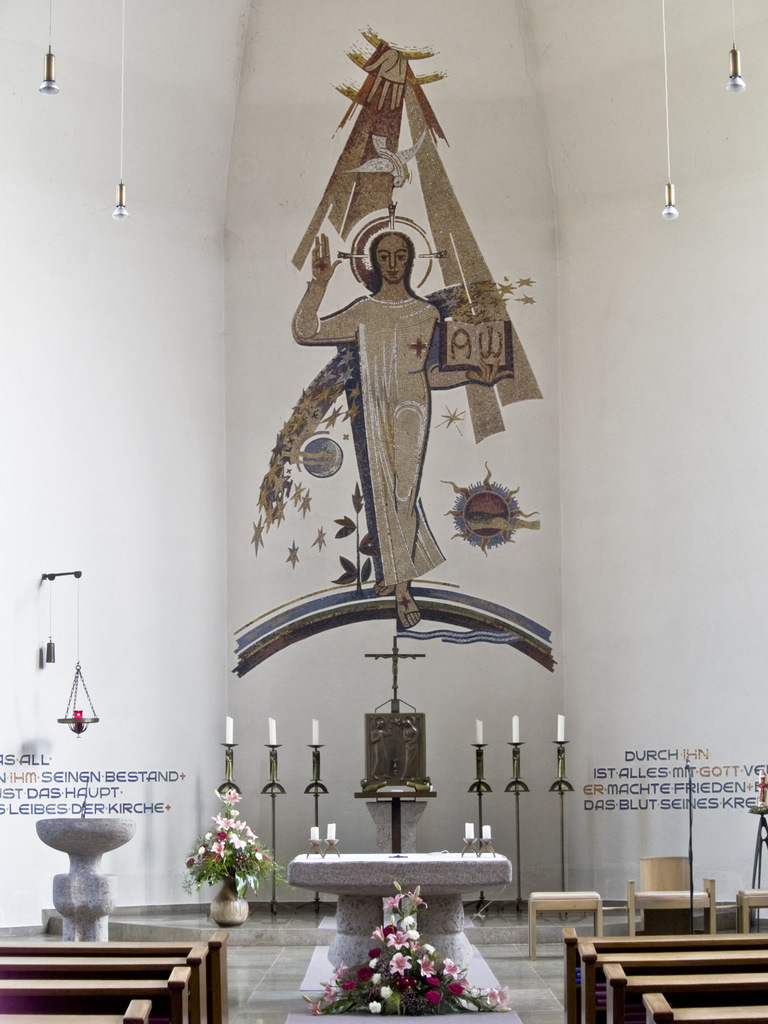
Kapelle des Leokonviktes

## Persönlichkeiten
- Franz Rüsche, (1888–1971), Direktor
- Josef Höfer (1896–1976), Direktor und Mitherausgeber des Lexikons für Theologie und Kirche (LThK).
- Heinrich Moritz Dolch (1912–1984), Repetent 1948–1951
- Franz-Josef Bode (* 1951), Bischof von Osnabrück
- Reinhard Marx (* 1953), Kardinal und Erzbischof von München und Freising
- Michael Menke-Peitzmeyer (* 1964), Regens